# Bisbat d'Acireale
El bisbat d' Acireale (italià: Diocesi di Acireale; llatí: Dioecesis Iaciensis) és una seu de l'Església catòlica, sufragània de l'arquebisbat de Catània, que pertany a la regió eclesiàstica Sicília. El 2012 tenia 227.900 batejats d'un total de 231.300 habitants. Actualment està regida pel bisbe Antonino Raspanti.

## Territori
La diòcesi comprèn 18 municipis de la part septentrional de la província de Catània: Aci Bonaccorsi, Aci Castello, Aci Catena, Acireale, Aci Sant'Antonio, Calatabiano, Castiglione di Sicilia, Fiumefreddo di Sicilia, Giarre, Linguaglossa, Mascali, Milo, Piedimonte Etneo, Randazzo, Riposto, Sant'Alfio, Valverde, i part del municipi de Santa Venerina.
La seu episcopal és la ciutat d'Acireale, on es troba la catedral de Maria Santissima Annunziata.
El territori s'estén sobre una superfície de 665 km² i està dividit en 112 parròquies, agrupades en sis vicariats.

## Història
La història de la diòcesi acesa és molt problemàtica. Ja en el segle xvi les instàncies del clergat i de la població local eren molt fortes que, acostumades a estar directament subjectes als governants i després gaudir de diversos beneficis precisament perquè de veritat (en el sentit de la propietat de l'Estat), es trobava llavors en el territori del poderós abat-bisbe de Catània. La construcció d'un temple majestuós a la Piazza Duomo, al principi, com a església mare dedicada a Maria Santissima Annunziata i que posteriorment es convertiria en la catedral poden ser conduïts amb l'exemple més emblemàtic de la voluntat de la ciutat per tenir el seu propi bisbe.
No obstant això van haver d'esperar fins al 1838, quan Ferran II va visitar la citat en agraïment per la seva lleialtat en disturbis contra els Borbó en 1820 i en 1837 i va publicar el primer decret que estableia la diòcesi. El papa Gregori XVI el 27 de juny de 1844, amb la butlla Quodcumque ad catholicae religionis incrementum, va erigir la diòcesi, formada per cinc municipis extrapolats de la diòcesi de Catània i nou municipis de l'arxidiòcesi de Messina.
Per frenar la institució seran els fets històrics de la unificació d'Itàlia, que els interessos de la diòcesi de Catània i l'arxidiòcesi de Messina, perquè la diòcesi futura afectaria àrees de competència de les diòcesis. Així que s'hagué d'arribar a un compromís: la diòcesi d'Acireale no es va erigir fins que es van canviar els bisbes de Catània i Messina, i retardant-se fins a 1872, 28 anys després.
El 22 de juliol de 1872 amb el decret Nova constituta de la Congregació Consistorial va ser declarada diòcesi immediatament subjecta a la Santa Seu i el 29 de juliol el Papa Pius IX va nomenar al seu primer bisbe, el jove sacerdot agrigentí Gerlando Genuardi Maria. La seva obra principal va ser la creació, en 1881, del seminari diocesà, on es van formar diversos futurs bisbes.
A partir del 2 de desembre de 2000, sota la butlla Ad maiori consulendum del Papa Joan Pau II, va esdevenir la diòcesi sufragània de l'arxidiócesi de Catània.

## Cronologia episcopal
- Gerlando Maria Genuardi † (29 de juliol de 1872 - 4 de juny de 1907 mort)
- Giovanni Battista Arista, C.O. † (4 de novembre de 1907 - 27 de setembre de 1920 mort)
- Salvatore Bella † (17 de desembre de 1920 - 29 de març de 1922 mort)
- Fernando Cento † (22 de juliol de 1922 - 24 de juny de 1926 nomenat arquebisbe titular de Seleucia Pieria)
- Evasio Colli † (30 d'octubre de 1927 - 7 de maig de 1932 nomenat bisbe de Parma)
- Salvatore Russo † (13 d'agost de 1932 - 8 d'abril de 1964 mort)
- Pasquale Bacile † (5 de juliol de 1964 - 30 de novembre de 1979 renuncià)
- Giuseppe Malandrino (30 de novembre de 1979 - 19 de juny de 1998 nomenat bisbe de Noto)
- Salvatore Gristina (23 de gener de 1999 - 7 de juny de 2002 nomenat arquebisbe de Catània)
- Pio Vittorio Vigo (15 d'octubre de 2002 - 26 de juliol de 2011 jubilat)
- Antonino Raspanti, des del 26 de juliol de 2011

## Estadístiques
A finals del 2012, la diòcesi tenia 227.900 batejats sobre una població de 231.300 persones, equivalent al 98,5% del total.
| any  | població | població | població | sacerdots | sacerdots       | sacerdots       | sacerdots             | diaques | religiosos | religiosos | parroquies |
| ---- | -------- | -------- | -------- | --------- | --------------- | --------------- | --------------------- | ------- | ---------- | ---------- | ---------- |
| any  | batejats | total    | %        | total     | clergat secular | clergat regular | batejats por sacerdot | diaques | homes      | dones      |            |
| 1950 | 167.000  | 168.000  | 99,4     | 316       | 216             | 100             | 528                   |         | 100        | 467        | 94         |
| 1959 | 162.300  | 164.500  | 98,7     | 314       | 211             | 103             | 516                   |         | 169        | 425        | 99         |
| 1970 | 174.793  | 175.215  | 99,8     | 288       | 193             | 95              | 606                   |         | 152        | 482        | 110        |
| 1980 | 183.504  | 184.192  | 99,6     | 230       | 161             | 69              | 797                   |         | 118        | 453        | 110        |
| 1990 | 206.000  | 207.657  | 99,2     | 202       | 147             | 55              | 1.019                 | 2       | 80         | 361        | 111        |
| 1999 | 221.622  | 223.722  | 99,1     | 177       | 141             | 36              | 1.252                 | 8       | 66         | 321        | 111        |
| 2000 | 221.622  | 223.722  | 99,1     | 175       | 139             | 36              | 1.266                 | 8       | 64         | 321        | 111        |
| 2001 | 221.622  | 223.722  | 99,1     | 176       | 140             | 36              | 1.259                 | 9       | 64         | 313        | 111        |
| 2002 | 222.623  | 224.725  | 99,1     | 174       | 138             | 36              | 1.279                 | 11      | 58         | 313        | 111        |
| 2003 | 223.623  | 225.725  | 99,1     | 170       | 134             | 36              | 1.315                 | 11      | 57         | 311        | 111        |
| 2004 | 223.623  | 225.725  | 99,1     | 172       | 135             | 37              | 1.300                 | 10      | 57         | 311        | 111        |
| 2006 | 225.000  | 227.700  | 98,8     | 171       | 135             | 36              | 1.315                 | 9       | 54         | 296        | 111        |
| 2012 | 227.900  | 231.300  | 98,5     | 167       | 135             | 32              | 1.364                 | 9       | 47         | 270        | 112        |